# Amyrea grandifolia
Amyrea grandifolia är en törelväxtart som beskrevs av Radcl.-sm.. Amyrea grandifolia ingår i släktet Amyrea och familjen törelväxter.
Artens utbredningsområde är Madagaskar. Inga underarter finns listade i Catalogue of Life.